# Грінвей (тип парку)

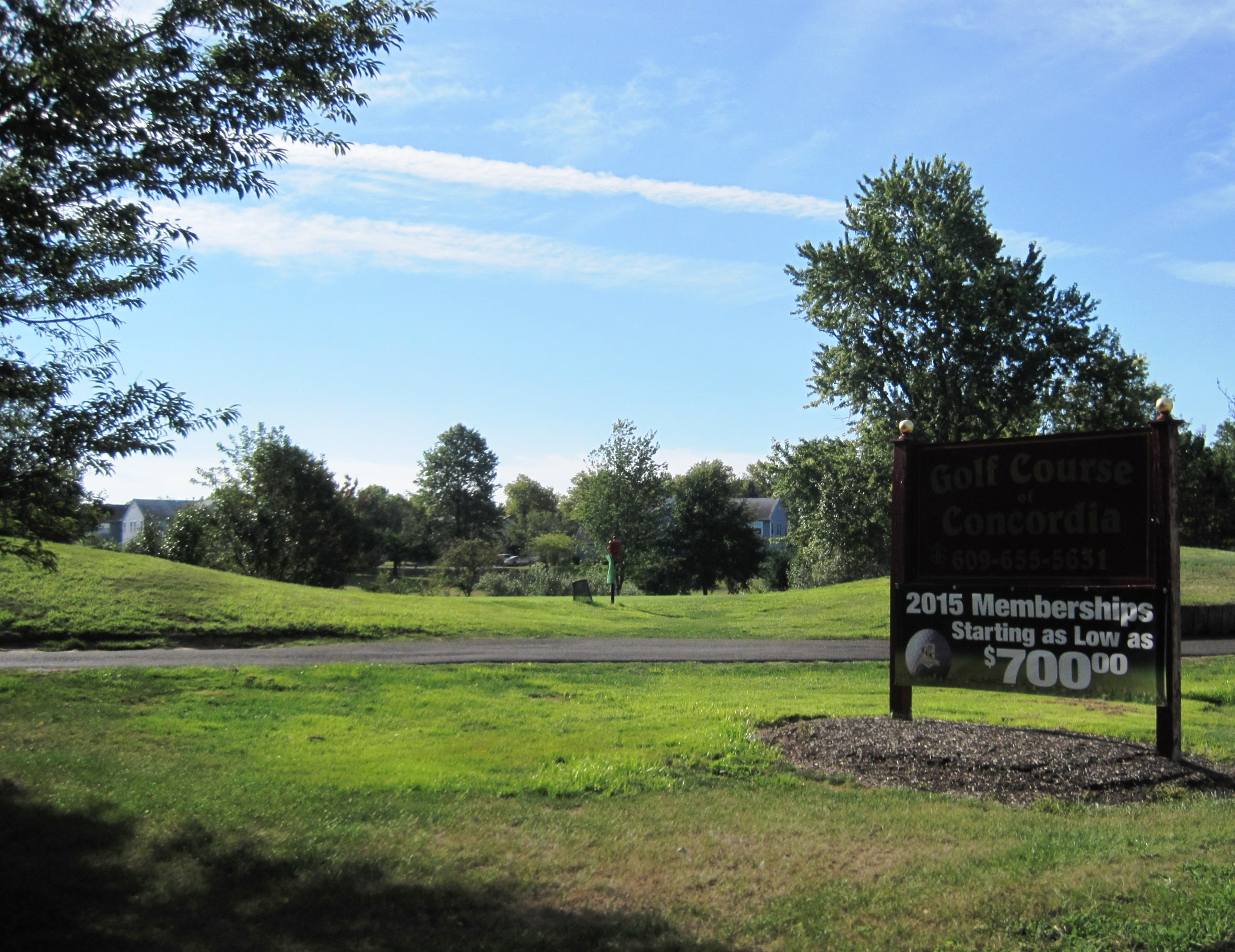
Поле для гольфу в районі Конкордія, одному з багатьох населених пунктів із зеленими доріжками для вікових обмежень у містечку Монро, округ Міддлсекс, Нью-Джерсі, США.

Зелена доріжка (англ. Greenway) — це зазвичай доріжка загального використання (пішоходи, велосипедисти, рідше — люди на роликових ковзанах), спільного користування вздовж смуги незабудованої землі в міській чи сільській місцевості, відведена для відно́влювального використання або захисту навколишнього середовища. Грінвеї часто створюють із залізничних доріжок, що не використовуються, бечівників каналів, відводів комунальних компаній або занедбаних промислових земель. Зелені алеї також можуть бути лінійними парками, а можуть служити коридорами дикої природи. Поверхня доріжки може бути асфальтованою і часто обслуговує кількох користувачів: пішоходів, бігунів, велосипедистів, скейтерів і туристів. Характеристикою зелених доріжок, за визначенням Європейської асоціації зелених доріг, є «легкість проходження»: тобто вони мають «низький або нульовий градієнт», тому ними можуть користуватися всі "типи користувачів, зокрема люди з обмеженими можливостями пересування.
У Південній Англії цей термін також відноситься до стародавніх доріжок або зелених смуг, особливо тих, що прокладені на крейдяних низинах, таких як Ріджвей.